# Moron (ruisseau)
Pour les articles homonymes, voir Moron.
Le Moron est un ruisseau français de la région Nouvelle-Aquitaine, affluent de la Dordogne.

## Géographie
Le Moron prend sa source en Gironde, à près de 60 mètres d'altitude sur le plateau de Saint-Savin, au lieu-dit le petit Moron, un kilomètre à l'est-nord-est du bourg de Saint-Savin.
Il rejoint la Dordogne en rive droite entre les communes de Bourg et Prignac-et-Marcamps, au sud-est du château de Mille Secousses, face à Ambès.
D'une largeur de trente mètres à cette confluence, ce ruisseau a été canalisé dans les terrasses alluviales pour favoriser l'agriculture, bien que son cours ait été plus sinueux. C'est ce qui a notamment donné le marais estuarien aux alentours : les palus du Moron.
Sa longueur est de 24,5 km.

## Affluents
Parmi les neuf affluents répertoriés du Moron, le plus important, le Bourdillot, se trouve en rive droite.

## Écologie
La vallée et les palus du Moron sont répertoriés dans le réseau Natura 2000 comme sites importants pour la conservation d'espèces animales européennes menacées : le Vison d'Europe (Mustela lutreola), la Loutre d'Europe (Lutra lutra) et le Toxostome (Chondrostoma toxostoma).

## Communes et cantons traversés
Le Moron traverse ou borde, d'amont vers l'aval, dix communes :
Saint-Savin, Saint-Christoly-de-Blaye, Civrac-de-Blaye, Saint-Vivien-de-Blaye, Pugnac, Cézac, Tauriac, Saint-Laurent-d'Arce, Prignac-et-Marcamps et Bourg,
réparties sur trois cantons :
Saint-Savin, Bourg et Saint-André-de-Cubzac.